# ソーシャルファイナンス (日本の企業)
ソーシャルファイナンス株式会社（そーしゃるふぁいなんすかぶしきがいしゃ、Social Finance Co., Ltd.）は、日本の金融商品取引業者である。
株式会社フィットの100%子会社であり、第二種金融商品取引業を主事業としている。

## 会社概要
- 2018年2月15日、東証マザーズ上場の株式会社フィットの金融子会社・ソーシャルファイナンス株式会社として設立された。 [1]2017年5月に、現在の代表取締役である宮入義勝 [2]がフィットに入社し、その後約1年半の期間で子会社の設立から第二種金融商品取引業の免許の取得とシステム構築を行い、一から一人で立ち上げた。
- 2018年4月、再生エネルギー関連のクラウドファンディングの展開を目的とした第二種金融商品取引業の登録申請を四国財務局にて開始した。
- 2018年9月、四国財務局より第二種金融商品取引業の登録を受けた。 [3]
- 2018年11月、第二種金融商品取引業協会に加入した。 [4]
- 2018年12月、親会社のフィットで先行リリースしていた、法人向け外貨両替サービス外貨両替.netのサービスを事業承継した。

## 沿革
- 2018年
  - 2月15日 - ソーシャルファイナンス株式会社'設立。
  - 9月20日 - 第二種金融商品取引業登録。
  - 11月1日 - 第二種金融商品取引業協会加入。
  - 12月25日 - 外貨両替.netサービス開始。

## 事業の特徴

### 取扱金融商品
- ソーシャルファンディング（クラウドファンディング）
- 外貨両替.net（外貨両替サービス）

### 関連会社
- 株式会社フィット[5]